# Adolf Friedrich von der Wense
Adolf Friedrich von der Wense (* 11. August 1832 in Hannover; † 7. Mai 1883 ebenda) war ein deutscher Offizier, Gutsbesitzer sowie Mitglied des Reichstags des Norddeutschen Bundes und des Zollparlaments.

## Leben
Adolf Friedrich entstammte dem Adelsgeschlecht Wense. Er war bis 1866 Rittmeister der Armee des Königreichs Hannover und Parlamentär nach der Schlacht bei Langensalza im Juni 1866. Nachdem die hannoversche Armee aufgelöst worden war, zog er sich auf seinen Besitz, das Gut Holdenstedt bei Uelzen, zurück.
Nachdem er eine Ersatzwahl im Wahlkreis Hannover 15 (Lüchow, Uelzen, Dannenberg, Bleckede) gewann, war Adolf Friedrich von der Wense von 1868 bis 1871 Mitglied des Reichstags des Norddeutschen Bundes, wo er der Fraktion der Bundesstaatlich-Konstitutionellen Vereinigung angehörte. In dieser Eigenschaft gehörte er seit 1868 auch dem Zollparlament an.